# Préda István
Préda István (Budapest, 1941. április 26. – 2025. március 19.) magyar orvos belgyógyász, kardiológus, egyetemi tanár, a Semmelweis Egyetem Kardiológiai Tanszékének professor emeritusa, a Magyar Tudományos Akadémia doktora; ifjúsági világbajnok és háromszoros BEK-győztes párbajtőröző.

## Életpályája
1959-ben érettségizett a budapesti József Attila Gimnáziumban, jeles eredménnyel. 1961-ben nyert felvételt a Budapesti Orvostudományi Egyetemre, ahol 1967-ben szerzett általános orvosi diplomát.
Kezdetben ideggyógyász szeretett volna lenni, ezért az egyetem elvégzése után, 1967-ben a Korányi Sándor és Frigyes Kórházban helyezkedett el ideg-elme központi gyakornokként. Rövid idő után úgy értékelte, mégsem ez a terület áll hozzá közel, ezért átkérte magát a kórház belgyógyászati osztályára. 1969-ben pályázott az Orvostovábbképző Intézet II. sz. Belgyógyászati Tanszékére, ahol 1972-ben belgyógyász szakvizsgát tett, és központi gyakornokként, majd tanársegédként folytatta munkáját. Közben 1970-től egyre többet foglalkozott kardiológiával, e területen végzett publikációi is megjelentek.
Az 1974–75-ös tanévben a francia-magyar államközi csereösztöndíj keretében a Caen-i Egyetem elektrofiziológiai laboratóriumában dolgozott és tanult, ahol disszertációjának megvédésével PhD fokozatot szerzett. 1976-ban – hazai értekezése alapján – elnyerte az orvostudomány kandidátusa fokozatot (D.Sc.).
Továbbra is az Orvostovábbképző Intézetben, illetve annak jogutód intézményeiben dolgozott; ahol előbb adjunktus (1976–1981), majd egyetemi docens lett (1981–1992).
1983-ban a berlini Humboldt Egyetem (Charité) invazív diagnosztikai tanszékén bővítette ismereteit. Munkájában különösen a szív működésével és betegségeivel kapcsolatos anyagcsere folyamatok, gyógyszerkutatás érdekelték. Később a testfelületi EKG-térképezés (surface mapping) került érdeklődése homlokterébe, e különleges eljárás klinikai alkalmazásáról készítette doktori értekezését is (1991). Munkája mellett 1980-ban szakképesítést szerzett kardiológiából, majd 1988-ban hipertonológiából. 1991–1992-ben hosszabb tanulmányúton tartózkodott a Montreali Egyetem Kutatólaboratóriumában. 1992-ben nevezték ki a SOTE tanszékvezető egyetemi tanárának, majd ugyanabban az évben a SOTE Kardiológiai Klinika igazgatójának, mely beosztását 2006-ig megtartotta. Közben 1994 és 1998 között oktatási, 1998 és 2000 között pedig tudományos rektorhelyettes volt. Ezen időszak végére megtörtént az egyetemi klinika átstrukturálása, amelynek eredményeképpen európai szintű oktatási központtá vált.
1999-ben belgyógyászati angiológiából, 2003-ban pedig lipidológiából tett szakvizsgát. 2000-ben megszerezte az „Európai Kardiológus”, majd 2001-ben az „Európai Hipertonológus” képesítést.
Számos társadalmi funkciót vállalt mind itthon, mind külföldön, melyek közül a legjelentősebb a 2005–2007-ben betöltött elnöki tisztség volt a Nemzetközi Kardiológiai Társaságban.
Préda István 2007. óta a Magyar Honvédség Egészségügyi Központ Kardiológiai Osztályának főorvosa, a Semmelweis Egyetem Kardiológiai Tanszékének emeritus professzora.
Házas, felesége: dr. Podányi Beáta bőrgyógyász szakorvos. Két gyermekük van: István M&A szakértő, befektetési és vállalati tanácsadással foglalkozik, Katalin ügyvédi irodát vezet.
Angolul és franciául felsőfokú, németül középfokú nyelvismerettel rendelkezik.

## Munkássága

#### Szakterületei
- Szív- és keringési betegségek, magas vérnyomás betegség, zsíranyagcsere rendellenességek és betegségek heveny és krónikus formái.
- Kivizsgálás és előkészítés szív- és érműtéti beavatkozásokra (coronaria bypass műtét, szívritmus-szabályozó beültetés, arteria coronaria műtétek (percutan coronaria intervenció, stent beültetés), érműtétek különböző formái).
- Anyagcserebetegségek és szívbetegség határterületi kérdései (lipid rendellenességek, cukorbetegség, köszvény, systemás betegségek és szívbetegség).

#### Tudományos tevékenység
- PhD disszertáció (Caeni Egyetem, Franciaország) Le Champ Électrique Cardiaque du Chien en Hypothermie címmel (1975) [8]
- Kandidátusi értekezés A hypothermiás szív elektromos tevékenysége és katecholamin anyagcseréje címmel (1976)
- Doktori értekezés Testfelszíni EKG térképezés (surface mapping) klinikai alkalmazása címmel (1991)[3]

#### Tudományos publikációi, utánpótlás-nevelés
Hat könyv szerzője, illetve szerkesztője, 13 könyvrészlet és 204 lektorált dolgozat szerzője, többnyire angol nyelven. Külföldi és hazai szaklapokban megjelent tudományos közleményeinek száma 844, munkáira történt független hivatkozások száma több mint 3100, összegzett impakt faktora: 208,241; Hirsch-index MTMT szerint: 17, a ResearchGate alapján: 37,09.
A klinikán végzett orvosi munkája mellett Préda István 1972-től mindvégig részt vett az oktatásban, az orvostanhallgatók gyakorlati képzésében, a belgyógyászati és kardiológiai posztgraduális szakorvosképzésben, vizsgáztatásban és továbbképzésben, 1996-tól pedig előadásokat tartott az Európai Kardiológus Társaság nemzetközi továbbképző kurzusain.
Irányítása mellett 14 fő szerzett tudományos fokozatot.

#### Részvétel európai kutatási programokban
- Euro-Heart Survey: Heart Failure I. (1999–2002)
- Euro-Heart Survey: Coronary Revascularisation (2001–2003)
- Euro-Heart Survey: Heart Failure II. (2004– )

#### Szerkesztőbizottsági tagság
Tudományos közéleti tevékenységét jelzi, hogy több hazai és külföldi szaklap szerkesztői bizottsági tagja. Közülük legjelentősebb a nagy múltú hazai graduális és posztgraduális képzési folyóirat, az Orvosképzés főszerkesztője (1994-2005), majd a szerkesztőbizottság elnöke (2005–2008), jelenleg a rezidens és szakorvosképzés rovatvezetője. További hazai szerkesztőbizottsági tagságai: Cardiologia Hungarica (1980–2003); Egészség (2001–2005); European Heart Journal (1990–2002); Current Hypertension Reports (magyar nyelvű kiadás 2001–2004); Current Atherosclerosis Reports (magyar nyelvű kiadás 2001–2006); Journal of American College of Cardiology (magyar nyelvű kiadás 2001–); Cardiovascular Reviews and Reports (Boston) magyar nyelvű kiadás szerkesztője (1998–2001); Hypertonia és Nephrológiai Szemle (2002–); Lege Artis Medicinae (2002–2004), tudományos Tanácsadó Testület tagja (2004–); Metabolizmus (2004–2012); European Journal of Heart Failure (1999–2012); Noninvasive Cardiology Bratislava (1992–); Journal of Clinical and Experimental Cardiology (1996–2004); European Journal of Cardiology by Fax (1998–2010); Folia Cardiologica (2005–); J. Electrocardiology (2005–2013)

#### Társasági tagságai
- Klinikai Tudományos Bizottság
- Magyar Belgyógyász Társaság (vezetőségi tag)
- Magyar Hypertonia Társaság (vezetőségi tag)
- Magyar Kardiológusok Társasága (vezetőségi tag)
- Alpe-Adria Society of Cardiology (alapító tag, elnökségi tag)
- American Society of Cardiology (tag)
- European Society of Cardiology (Fellow)
- European Union of Medical Societies Section of Cardiology (magyar képviselő)
- International Society of Electrocardiology (választott elnök, 2005-2007)
- Szlovák Kardiológiai Társaság (tiszteleti tag)

## Sporttevékenysége
Préda István 1956-ban öttusázóként kezdett vívni a MEDOSZ SC-ben, majd kizárólag a vívást választotta. 1958-ban már ifjúsági válogatott kerettagként indult egy másodosztályú párbajtőrversenyen, amit megnyert, így első osztályú minősítést kapott. Egyetemi felvételét követően, az Orvosegyetemi Sport Club (OSC) párbajtőrcsapatának tagjaként öt alkalommal vett részt országos bajnokságon (1962, 1963, 1964, 1966, 1969), és háromszor részese Bajnokcsapatok Európa-kupája győzelemnek (1964, 1965, 1966).
Kétszer vett részt főiskolai világbajnokságon: 1963-ban tagja a Kamuti Jenő, Kulcsár Győző, Lendvay László, Nemere Zoltán, Préda István összetételű válogatottnak a Porto Alegrében megrendezett III. nyári universiadén, ahol 2. helyezést értek el; két évvel később pedig a Kulcsár Győző, Lendvay László, Nemere Zoltán, Préda István, Schmitt Pál összetételű csapattal szerzett aranyérmet a Budapesten megtartott IV. nyári universiadén.
Legjobb egyéni eredményei: Wroclaw, 1966 (1. helyezés), Monal Kupa, Párizs, 1967 (2. helyezés), Heidenheim, 1964 (3. helyezés)
Miután egy 1966-ban szerzett súlyos lábizom-szakadást követően már nem tudta régi formáját hozni, 1969-ben úgy döntött, felhagy a versenyzéssel és minden energiáját az orvoslásnak szenteli.

## Főbb művei
- Préda István: A számítástechnika alkalmazása a surface mapping technikában. In  Préda István – Balogh Ildikó – Berentey Ernő – Solti Ernő – Wolf Tamás: Számítástechnika és kardiológiai alkalmazása. Szerk.: Antalóczy Zoltán. Budapest: Medicina Könyvkiadó. 1990.   183–216. o. ISBN 963-241-757-7
- Préda István: A pericardium betegségei. In  Klinikai kardiológia. Szerk.: Tomcsányi János. Budapest: Medintel Kiadó. 1999.   463–471. o. ISBN 963-8433-18-3
- Heveny cardiovasculáris kórképek. Szerk.: Préda István. Budapest: Medicina Könyvkiadó. 2001.  ISBN 963-242-715-7
- Préda István –  Lehoczky Dezső –  Róna György – Holländer Erzsébet –  Antalóczy Zoltán –  Kárpáti Pál – Nádas Iván –  Szenczi Tóth Károly –  Jehoda Imola: Belgyógyászat, kardiológia a Szabolcs utcában 1889–2005 – Zsidókórház, orvostovábbképző, egyetem. Szerk. és előszó: Préda István, beköszöntő: Glatz Ferenc. Budapest: História Alapítvány. 2005.   310. o. ISBN 963219490X
- Czuriga István – Dékány Miklós – Édes István – Lengyel Mária – Mohácsi Attila – Nyolczas Noémi – Préda István: A krónikus szívelégtelenség diagnózisa és kezelése. In  Kardiológiai Útmutató, 2007: Diagnosztikus és terápiás ajánlások kardiológiai kórképekben. Szerk.: Kardiológiai Szakmai Kollégium. Budapest: Medition Kiadó. 2007.   117–155. o. = Klinikai Irányelvek Kézikönyve,
- Préda István – Czuriga István – Édes István – Merkely Béla (szerk.): Kardiológia: Alapok és irányelvek. Közrem.: Bálint Hajnalka. Budapest: Medicina Könyvkiadó. 2010.   1020. o. ISBN 9789632261201
- Sport és szív. Egyetemi jegyzet; szerk. Préda István, Szekeres Mária, Koller Ákos; Akadémiai, Budapest, 2020
- Sport és szív. Egyetemi jegyzet; szerk. Préda István, Szekeres Mária, Koller Ákos; átdolg. kiad.; SE Egészségtudományi Kar, Budapest, 2023

## Díjai, elismerései
- Egészséges Edzett Test a Legmagasabb Szellemi Kultúra Alapja örökös rektori vándordíj (1964, 1965, 1966)
- Stiller Bertalan Ifjúsági Pályadíj (1972)
- Magyar Kardiológusok Társasága éves tudományos pályázat I. díj (1974)
- Egészségügyi miniszteri dicséret (1978)
- Művelődési miniszter "Kiváló Munkáért" kitüntetés (1987)
- Magyar Kardiológus Társaság „Pro Societate” kitüntetés (1995, 1998, 2001, 2003)
- Magyar Köztársasági Érdemrend tisztikeresztje (1997)
- Széchenyi Professzori Ösztöndíj (1999)
- Gábor György-emlékérem (2001)
- Batthyány-Strattmann László-díj (2003)
- Pázmány Péter felsőoktatási díj (2006)
- Török Eszter-emlékérem (2007)
- Nemessuri Mihály-díj[15] (2010)
- Professor emeritus (2011)
- Magyar Köztársasági Érdemrend középkeresztje (2011)
- MOTESZ-díj (2014)